# 2008年北京オリンピックのザンビア選手団
2008年北京オリンピックのザンビア選手団（2008ねんペキンオリンピックのザンビアせんしゅだん）は、2008年8月8日から8月24日まで開催された2008年北京オリンピックにおけるザンビア選手団の名簿。選手名及び所属・記録は2008年当時のもの。

## 種目別選手

### 陸上競技
- トニー・ワムルワ - 男子5000メートル 1回戦敗退
- レイチェル・ナチュラ - 女子400メートル 準決勝敗退

### バドミントン
- エリ・マンブエ - 男子シングルス 2回戦敗退

### ボクシング
- カシアス・チャニカ - フライ級 1回戦敗退
- ハスティングス・ブワルヤ - ライトウェルター級 1回戦敗退
- プレシャス・マキナ - ライト級 1回戦敗退

### 競泳
- エレン・レンドラ・ハイ - 女子50メートル自由形 53位
- ゼイン・ジョーダン - 男子50メートル自由形 65位